# تلخاب (مقاطعة فراهان)
تلخاب (بالفارسية: تلخاب) هي قرية تقع في مركزي في إيران. يقدر عدد سكانها بـ 3,100 نسمة .